# Bisica
Bisica (łac. Bisicensis) – stolica starożytnej diecezji w Cesarstwie rzymskim w prowincji Afryka Prokonsularna wchodząca w skład metropolii kartagińskiej. Obecnie katolickie biskupstwo tytularne. Od 2021 biskupstwo to obejmuje Jan Glapiak, biskup pomocniczy poznański. 

## Biskupi
| Lp. | Biskup                            | Funkcja                                                    | Od                   | Do                   | Uwagi                          |
| --- | --------------------------------- | ---------------------------------------------------------- | -------------------- | -------------------- | ------------------------------ |
| 1   | Manuel Borras Ferré               | biskup pomocniczy diecezji Tarragona (Hiszpania)           | 19 kwietnia 1934     | 12 sierpnia 1936     | zmarł                          |
| 2   | Francis Xavier Zhao Zhen-sheng SJ | wikariusz apostolski diecezji Sienhsien (Xianxian) (Chiny) | 2 grudnia 1937       | 11 kwietnia 1946     | mianowany biskupem Xianxian    |
| 3   | Francisco Prada Carrera C.M.F     | biskup prałatury São José de Alto Tocantins (Brazylia)     | 3 września 1946      | 17 stycznia 1957     | mianowany biskupem Uruaçu      |
| 4   | Walter William Curtis             | biskup pomocniczy Newark (USA)                             | 27 czerwca 1957      | 23 września 1961     | mianowany biskupem Bridgeport  |
| 5   | Francis Hyland                    | emerytowany biskup Atlanty (USA)                           | 11 października 1961 | 31 stycznia 1968     | zmarł                          |
| 6   | Jayme Henrique Chemello           | biskup pomocniczy Pelotas (Brazylia)                       | 11 lutego 1969       | 1 września 1977      | mianowany biskupem Pelotas     |
| 7   | Gustavo Girón Higuita O.C.D.      | wikariusz apostolski Tumaco (Kolumbia)                     | 8 lutego 1990        | 29 października 1999 | mianowany biskupem Tumaco      |
| 8   | Jan Wątroba                       | biskup pomocniczy częstochowski                            | 20 kwietnia 2000     | 14 czerwca 2013      | mianowany biskupem rzeszowskim |
| 9   | Andrew Cozzens                    | biskup pomocniczy St. Paul i Minneapolis (USA)             | 11 października 2013 | 18 października 2021 | mianowany biskupem Crookston   |
| 10  | Jan Glapiak                       | biskup pomocniczy poznański                                | 15 listopada 2021    |                      |                                |